# Nani
Luís Carlos Almeida da Cunha, mais conhecido como Nani (Amadora, 17 de novembro de 1986), é um ex-futebolista português que atuava como extremo.  
Filho de emigrantes cabo-verdianos nasceu na Amadora, Portugal. Começou a sua carreira no futebol jogando pelo Real Sport Clube de Queluz. Foi contratado pelo Sporting ainda Júnior e, em 2005, fez a estreia profissional com o clube e ganhou a Copa de Portugal durante sua segunda temporada com eles. Foi nomeado jogador Jovem do Mês de maio de 2007 e suas performances com o Sporting culminaram num movimento para o clube inglês Manchester United, em julho de 2007, por uma taxa de € 25 milhões.
Ganhou a Community Shield na sua estreia pelo Manchester United e, desde então, ganhou uma série de troféus que incluiu a Premier League e a Liga dos Campeões durante sua temporada de estreia no clube. Estabeleceu-se como titular no United e conquistou mais um título da Premier League, a Copa da Liga Inglesa, um Mundial de Clubes e três títulos do Community Shield. Individualmente, foi incluído na Associação de Futebolistas Profissionais (PFA) Premier League, equipa do ano em uma ocasião e foi candidato à PFA Jogador Jovem do Ano em 2011.
Atualmente, também defende a seleção portuguesa. Antes de jogar na equipe sénior, jogou no sub-21. Ele fez sua estreia no sénior em setembro de 2006 em um amistoso contra a Dinamarca e marcou seu primeiro golo durante a derrota por 4 a 2 em Copenhaga. Já representou o seu país em quatro grandes torneios: Eurocopa de 2008, 2012 e 2016 e o Campeonato do Mundo 2014.

## Clubes

### Sporting
Começou na categoria de base do Real Sport Clube e em pouco tempo transferiu-se para jogar nas categorias de base do Sporting. Após dois anos nas bases do clube, foi promovido à equipe principal do Sporting na temporada 2005-06. Após apenas duas temporadas, já despertava o interesse dos grandes clubes europeus, e permaneceu nos Leões até o final da temporada 2006-07.

### Manchester United

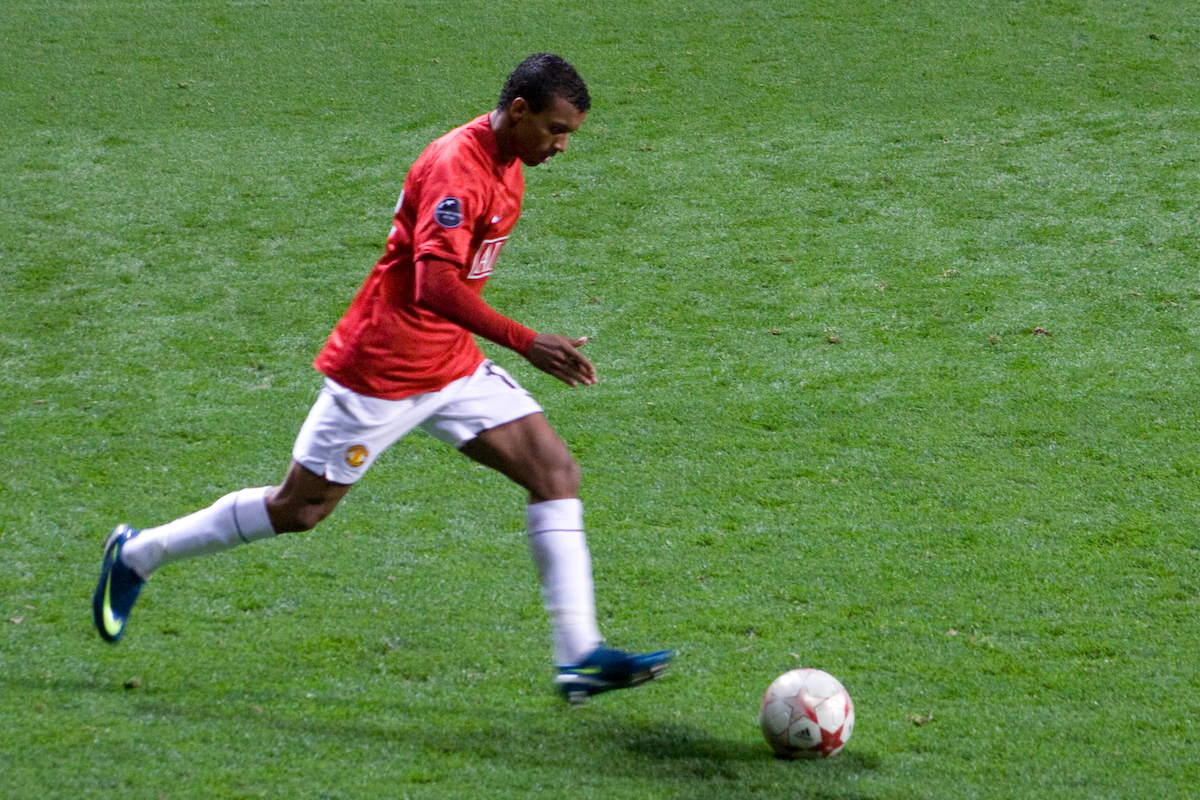
Nani no United

No dia 6 de junho de 2007, foi anunciado oficialmente pelo Manchester United, assinou um contrato de cinco anos e fez com que o clube inglês desembolsasse 25,5 milhões de euros ao Sporting.
Em seus primeiros anos no clube de Manchester foi reserva, já que o titular da mesma posição era o melhor jogador da equipe e um dos melhores do mundo, o também português Cristiano Ronaldo. Com a saída do seu compatriota, que foi para o Real Madrid em 2009, Nani assumiu o posto de titular e foi um dos principais jogadores da equipe, contribuindo com golos e, principalmente, com assistências para golo.
Na temporada da 2010-11 da Premier League, sua melhor até hoje, se destacou ainda mais e foi considerado por muitos o melhor jogador do time, sendo um dos artilheiros e o líder de assistências dentre todos os jogadores da liga, com dezoito passes para gol.

#### 2012-13
Durante a temporada de 2012-13, foi especulado no Arsenal e vários outros clubes. Em 31 de dezembro, segundo ao um jornal inglês, o United poderia ceder Nani e De Gea para ter Cristiano Ronaldo de volta. Voltou a ser titular contra o Fulham na Copa da Inglaterra na vitória por 4 a 1. E fez um golo contra o Reading em 18 de fevereiro, na Copa da Inglaterra em uma vitória por 2 a 1 dentro de casa. Foi expulso no jogo contra o Real Madrid em 5 de março, pela Liga dos Campeões da UEFA.

### Retorno ao Sporting Clube de Portugal
Em 19 de agosto de 2014, foi confirmada a cessão de Nani ao Sporting, sem encargos, para a temporada 2014-15.

### Fenerbahçe

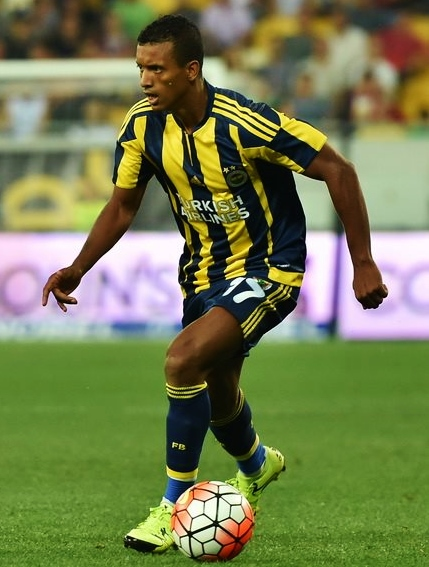
Nani na partida contra Shakhtar Donetsk, 5 de agosto de 2015

Em 6 de julho de 2015, foi contratado pelo Fenerbahçe por três épocas.

### Valencia
Durante a realização da Eurocopa de 2016, Nani foi anunciado como contratado pelo Valencia por três épocas.

### Lazio
Em 31 de agosto de 2017, assinou por empréstimo de uma temporada com a Lazio.

### Venezia
Rescindiu contrato com o Venezia em 8 de julho de 2022.

### Melbourne Victory
Nani foi anunciado como reforço do Melbourne Victory, da A-League da Austrália, ele foi contratado a custo zero. Nani assinou um contrato válido por duas temporadas com o clube australiano. Luis Nani fez sua estreia na A-League na vitória por 3 a 2 sobre o Sydney em 12 de outubro de 2022.
Em 6 de janeiro de 2023, durante um jogo da A-League contra o Brisbane Roar, Nani rompeu seu ligamento cruzado anterior do joelho esquerdo em um confronto acidental com Connor Chapman, ele foi descartado para o resto da temporada.
Nani encerrou sua passagem no Melbourne Victory ao fim da temporada, onde fez 10 jogos e uma assistência em 2022/23.[carece de fontes?]

### Adana Demirspor
O Adana Demirspor, anunciou em 13 de julho de 2023, a contratação de Nani por uma época, com mais uma de opção.

### Estrela da Amadora
Em 31 de Julho de 2024, o Estrela da Amadora, anunciou a contratação do Nani por uma época.
Em 8 de dezembro de 2024, Nani anunciou sua aposentadoria do futebol profissional,  com 38 anos.

## Seleção Portuguesa
Fez sua estreia pela Seleção de Portugal em 1 de setembro de 2006 em um amistoso, tendo entrado nos minutos finais do jogo substituindo o camisa 7 Cristiano Ronaldo. Dois anos mais tarde, foi convocado para disputar a Eurocopa atuando em 3 partidas como reserva.
Em 2010, pouco tempo depois de assumir a titularidade, foi convocado para disputar a Copa do Mundo na África do Sul, mas foi cortado às vésperas da competição por causa de uma lesão no ombro.
Em 2012, foi titular durante a campanha portuguesa na Euro, em que acabou eliminado pela campeã Espanha na semifinal.
Na Copa do Mundo FIFA de 2014 no Brasil atuou e marcou um gol no empate contra a Seleção Americana por 2–2 na segunda rodada, porém os portugueses foram eliminados ainda na fase de grupos.
Na campanha vitoriosa da Euro 2016, disputou todos os jogos da seleção e marcou três golos, um deles na vitória sobre o País de Gales por 2-0 na semifinal. Em consequência, a 10 de julho de 2016 foi feito Comendador da Ordem do Mérito.

## Estatísticas

### Clubes
| Clube             | Temporada | Liga  | Liga  | Copa  | Copa  | Copa da Liga | Copa da Liga | Competições europeias | Competições europeias | Outros | Outros | Total | Total |
| Clube             | Temporada | Jogos | Golos | Jogos | Golos | Jogos        | Golos        | Jogos                 | Golos                 | Jogos  | Golos  | Jogos | Golos |
| ----------------- | --------- | ----- | ----- | ----- | ----- | ------------ | ------------ | --------------------- | --------------------- | ------ | ------ | ----- | ----- |
| Sporting          | 2005–06   | 29    | 4     | 5     | 1     | –            | –            | 2                     | 0                     | –      | –      | 36    | 5     |
| Sporting          | 2006–07   | 29    | 5     | 5     | 0     | –            | –            | 6                     | 1                     | –      | –      | 40    | 6     |
| Sporting          | 2014–15   | 27    | 7     | 3     | 1     | –            | –            | 7                     | 4                     | –      | –      | 37    | 12    |
| Sporting          | 2018–19   | 18    | 7     | 5     | 1     | –            | –            | 5                     | 1                     | –      | –      | 28    | 9     |
| Sporting          | Total     | 103   | 23    | 13    | 3     | –            | –            | 20                    | 6                     | –      | –      | 136   | 32    |
| Manchester United | 2007–08   | 26    | 3     | 2     | 1     | 1            | 0            | 11                    | 0                     | 1      | 0      | 41    | 4     |
| Manchester United | 2008–09   | 13    | 1     | 2     | 2     | 6            | 3            | 7                     | 0                     | 3      | 0      | 31    | 6     |
| Manchester United | 2009–10   | 23    | 4     | 0     | 0     | 2            | 0            | 8                     | 2                     | 1      | 1      | 34    | 7     |
| Manchester United | 2010–11   | 33    | 9     | 3     | 0     | 0            | 0            | 12                    | 1                     | 1      | 0      | 49    | 10    |
| Manchester United | 2011–12   | 29    | 8     | 1     | 0     | 0            | 0            | 9                     | 0                     | 1      | 2      | 40    | 10    |
| Manchester United | 2012–13   | 11    | 1     | 5     | 1     | 1            | 1            | 4                     | 0                     | –      | –      | 21    | 3     |
| Manchester United | 2013–14   | 11    | 0     | 0     | 0     | 1            | 0            | 1                     | 1                     | –      | –      | 13    | 1     |
| Manchester United | 2014–15   | 1     | 0     | 0     | 0     | 0            | 0            | 0                     | 0                     | –      | –      | 1     | 0     |
| Manchester United | Total     | 147   | 25    | 13    | 4     | 11           | 4            | 52                    | 4                     | 7      | 3      | 228   | 40    |
| Fenerbahçe        | 2015–16   | 28    | 8     | 6     | 3     | –            | –            | 13                    | 1                     | –      | –      | 47    | 12    |
| Fenerbahçe        | Total     | 28    | 8     | 6     | 3     | –            | –            | 13                    | 1                     | –      | –      | 47    | 12    |
| Valencia          | 2016–17   | 25    | 5     | 1     | 0     | –            | –            | 0                     | 0                     | –      | –      | 26    | 5     |
| Valencia          | Total     | 25    | 5     | 1     | 0     | –            | –            | 0                     | 0                     | –      | –      | 26    | 5     |
| Lazio             | 2017–18   | 18    | 3     | 1     | 0     | –            | –            | 6                     | 0                     | –      | –      | 25    | 3     |
| Lazio             | Total     | 18    | 3     | 1     | 0     | –            | –            | 6                     | 0                     | –      | –      | 25    | 3     |
| Orlando City      | 2019      | 30    | 12    | 3     | 0     | –            | –            | –                     | –                     | –      | –      | 33    | 12    |
| Orlando City      | 2020      | 12    | 5     | 0     | 0     | –            | –            | –                     | –                     | –      | –      | 12    | 5     |
| Orlando City      | Total     | 42    | 17    | 3     | 0     | –            | –            | –                     | –                     | –      | –      | 45    | 17    |

¹Em outros, incluindo a FA Community Shield, UEFA Super Cup, e Copa do Mundo de Clubes da FIFA.

#### Golos pela Seleção Portuguesa
| #   | Data                   | Local                 | Adversário           | Placar | Resultado | Competição                  |
| --- | ---------------------- | --------------------- | -------------------- | ------ | --------- | --------------------------- |
| 1.  | 1 de setembro de 2006  | Copenhaga, Dinamarca  | Dinamarca            | 2–2    | 4–2       | Amistoso                    |
| 2.  | 2 de junho de 2007     | Bruxelas, Bélgica     | Bélgica              | 0–1    | 1–2       | Qualificações Euro 2008     |
| 3.  | 20 de agosto de 2008   | Aveiro, Portugal      | Ilhas Faroé          | 5–0    | 5–0       | Amistoso                    |
| 4.  | 6 de setembro de 2008  | Ta' Qali, Malta       | Malta                | 0–4    | 0–4       | Elim. Copa do Mundo de 2010 |
| 5.  | 10 de setembro de 2008 | Leiria, Portugal      | Dinamarca            | 1–0    | 2–3       | Elim. Copa do Mundo de 2010 |
| 6.  | 14 de setembro de 2009 | Leiria, Portugal      | Malta                | 1–0    | 4–0       | Elim. Copa do Mundo de 2010 |
| 7.  | 1 de junho de 2010     | Covilhã, Portugal     | Camarões             | 3–1    | 3–1       | Amistoso                    |
| 8.  | 8 de outubro de 2010   | Porto, Portugal       | Dinamarca            | 1–0    | 3–1       | Qualificações Euro 2012     |
| 9.  | 8 de outubro de 2010   | Porto, Portugal       | Dinamarca            | 2–0    | 3–1       | Qualificações Euro 2012     |
| 10. | 7 de outubro de 2011   | Porto, Portugal       | Islândia             | 1–0    | 5–3       | Qualificações Euro 2012     |
| 11. | 7 de outubro de 2011   | Porto, Portugal       | Islândia             | 2–0    | 5–3       | Qualificações Euro 2012     |
| 12. | 15 de novembro de 2011 | Lisboa, Portugal      | Bósnia e Herzegovina | 2–0    | 6–2       | Qualificações Euro 2012     |
| 13. | 2 de junho de 2012     | Lisboa, Portugal      | Turquia              | 1–2    | 1–3       | Amistoso                    |
| 14. | 15 de outubro de 2013  | Coimbra, Portugal     | Luxemburgo           | 2–0    | 3–0       | Elim. Copa do Mundo de 2014 |
| 15. | 22 de junho de 2014    | Manaus, Brasil        | Estados Unidos       | 1–0    | 2–2       | Copa do Mundo FIFA de 2014  |
| 16. | 11 de outubro de 2015  | Belgrado, Sérvia      | Sérvia               | 1–0    | 2–1       | Qualificações Euro 2016     |
| 17. | 17 de novembro de 2015 | Luxemburgo            | Luxemburgo           | 2–0    | 2–0       | Amistoso                    |
| 18. | 29 de março de 2016    | Leiria, Portugal      | Bélgica              | 1–0    | 2–1       | Amistoso                    |
| 19. | 14 de junho de 2016    | Saint-Étienne, França | Islândia             | 1–0    | 1–1       | Euro 2016                   |
| 20. | 22 de junho de 2016    | Lyon, França          | Hungria              | 1–1    | 3–3       | Euro 2016                   |
| 21. | 6 de julho de 2016     | Lyon, França          | País de Gales        | 2–0    | 2–0       | Euro 2016                   |
| 22. | 1 de setembro de 2016  | Porto, Portugal       | Gibraltar            | 1–0    | 5–0       | Amistoso                    |
| 23. | 1 de setembro de 2016  | Porto, Portugal       | Gibraltar            | 2–0    | 5–0       | Amistoso                    |

## Títulos
Sporting
- Taça de Portugal: 2006–07, 2014–15 , 2018–19
- Taça da Liga: 2018–19

Manchester United
- Premier League: 2007–08, 2008–09, 2010–11, 2012–13
- Carling Cup: 2008–09, 2009–10
- FA Community Shield: 2007, 2008, 2010, 2011
- Liga dos Campeões da UEFA: 2007–08
- Mundial de Clubes: 2008

Seleção Portuguesa
- Campeonato Europeu: 2016

### Prêmios Individuais
- Equipe do Ano da Premier League pela PFA: 2010–11
- Jogador do Ano no Manchester United: 2010–11
- MLS All-Star: 2019, 2021
- 79º melhor jogador do ano de 2016 (The Guardian)[26]

### Artilharias
- Supercopa da Inglaterra de 2009 (1 gol)
- Supercopa da Inglaterra de 2011 (1 gol)

### Líder de Assistências
- Premier League de 2010–11 (19 assistências)